# 5·13 사건
5·13 사건(말레이어: Peristiwa 13 Mei, 중국어: 五一三事件)은 1969년 5월 13일에 말레이시아 쿠알라룸푸르에서 발발한 말레이족과 중국계 말레이시아인 간의 인종 폭력 사건이다. 이 사건의 씨앗은 1969년 5월 10일에 치러진 1969년 말레이시아 총선에서 민주행동당(DAP)과 말레이시아 민중운동당 등 중국계 지지 정당의 약진이었다.
공식 사망자는 196명으로 대부분 중국계가 희생된 것으로 나타났다. 그러나 국제 언론 소식통 등에서는 이보다 더 많은 600명이 사망했다고 보도하기도 했다. 당시 말레이시아의 양 디페르투안 아공인 이스마일 나시루딘은 국가비상사태를 선포하고 그 결과 말레이시아 의회의 기능이 정지되었다. 의회가 정지되면서 1969년부터 1971년까지 일시적으로 말레이시아 통치를 위해 임시 정부기구인 국가운영위원회(NOC)가 운영되었다.
이 사건은 말레이시아 초대 총리 툰쿠 압둘 라만이 여당 통일말레이국민조직 내부에서 압둘 라자크 후세인에게 권력을 이양할 것을 강요받았기 때문에 말레이시아 정치사에서 중요한 사건으로 평가받는다. 새로 총리에 오른 압둘 라자크 후세인은 신경제정책(NEP)을 시행하여 국내 정책을 말레이인에게 유리한 방향으로 전환했고 "케투아난 멜라유(말레이의 패권)"으로 잘 알려진 말레이인 우월주의 이데올로기에 따라 말레이인의 권력을 강화하기 위해 정치 체계를 재구성하게 되었다.

## 같이 보기
- 1969년 싱가포르 인종 폭동